# Apochrysa montrouzieri
Apochrysa montrouzieri is een insect uit de familie van de gaasvliegen (Chrysopidae), die tot de orde netvleugeligen (Neuroptera) behoort. 
Apochrysa montrouzieri is voor het eerst wetenschappelijk beschreven door Girard in 1862.